# Ladies European Tour Access Series
Le Ladies European Tour Access Series (diminutif : LET Access Series) est un circuit professionnel de golf féminin créé en 2010. Il est le circuit officiel de développement de la Ladies European Tour.   
Ce circuit a pour objectif d'offrir aux golfeuses la possibilité de concourir pour la Ladies European Tour, un des quatre principaux circuits féminins de golf, ouvert aux professionnelles et aux amateur sde plus de dix-huit ans avec un handicap (en) de 2 ou mieux.

## Histoire
Derrière les quatre principaux circuits féminins professionnels de golf - le Japan Ladies PGA, le Korean Ladies PGA, le Ladies European Tour (LET) et le Ladies Professional Golf Association (LPGA) - le Ladies European Tour Access Series se situe dans le groupe des circuits professionnels secondaires au même titre que le WPGA Tour of Australasia, le China LPGA Tour, le Japan LPGA Step Up Tour, le Korea LPGA Dream Tour, le Taiwan LPGA Tour, Thai LPGA Tour et l'Epson Tour (LPGA), ce dernier ayant le même rôle que le LET Access Series pour le compte de la LPGA.
Composé de cinq tournois lors de sa saison inaugurale en 2010, ce circuit s'est peu à peu enrichi de tournois jusqu'à comprendre une vingtaine de tournois annuels dans les années 2020. Tous les tournois de la saison 2024 se situent sur le continent européen : France, Tchéquie, Espagne, Suède, Danemark, Angleterre et Suisse.

## Palmarès
| Année | Ordre du mérite         | Meilleure débutante     |
| ----- | ----------------------- | ----------------------- |
| 2010  | Caroline Afonso         |                         |
| 2011  | Marieke Nivard          |                         |
| 2012  | Pamela Pretswell        |                         |
| 2013  | Mireia Prat             |                         |
| 2014  | Emma Westin             |                         |
| 2015  | Olivia Cowan            |                         |
| 2016  | Sarah Schober           |                         |
| 2017  | Meghan MacLaren         | Natasha Fear            |
| 2018  | Emma Nilsson            | Émie Peronnin           |
| 2019  | Hayley Davis            | Laura Gómez Ruiz        |
| 2020  | Tiia Koivisto           | Cara Gainer             |
| 2021  | Lily May Humphreys      | Lily May Humphreys      |
| 2022  | Sára Kousková           | Sára Kousková           |
| 2023  | Sofie Kibsgaard Nielsen | Sofie Kibsgaard Nielsen |
| 2024  | Kajsa Arwefjäll         | Kajsa Arwefjäll         |